# Dapivirine
La dapivirine est un inhibiteur de la transcriptase inverse, non nucléosidique, développé par Janssen Therapeutics (anciennement Tibotec Therapeutics).
Le Partenariat international pour les microbicides détient les droits mondiaux exclusifs sur la dapivirine depuis 2014 en s'appuyant sur une licence libre de 2004 pour développer des microbicides à base de dapivirine pour les femmes dans les pays pauvres en ressources.

## Contre le VIH / SIDA
Un anneau vaginal mensuel contenant de la dapivirine a été mis au point pour prévenir l'infection par le virus de l'immunodéficience humaine chez la femme.
en 2015, deux essais cliniques de phase 3 sur les anneaux de dapivirine intravaginaux pour la prévention du VIH ont été achevés. Leurs résultats ont été annoncés lors de la conférence 2016 sur les rétrovirus et les infections opportunistes.
L'étude ASPIRE (MTN-020) a rapporté une réduction de 27 % de l'acquisition du VIH-1 (IC à 95 % 12-57 %, p = 0,007), avec une tendance à une plus grande protection chez les femmes de plus de 21 ans et aucune protection significative pour les femmes de moins de 21 ans.
L'étude Ring (IPM-027) a rapporté une réduction de 31 % de l'acquisition du VIH (IC à 95 % 0,9-51,5 %, p = 0,040) également avec une tendance à une plus grande efficacité chez les femmes de plus de 21 ans.
Dans les deux essais, plus de 80 % des anneaux retournés présentaient des signes d'épuisement du médicament indiquant au moins une certaine utilisation, et plus de 80 % des échantillons de sang des participants du groupe actif avaient des niveaux de dapivirine cohérents au moins 8 heures d'utilisation continue précédant le test sanguin.
Aucun des essais n'a pu évaluer si le produit était utilisé de manière cohérente entre les visites d'étude.
En décembre 2019, cet anneau est devenu le premier du genre à être soumis à l'approbation réglementaire,.
D'autres soumissions réglementaires sont prévues auprès de la Food and Drug Administration des États-Unis, de l'Autorité sud-africaine de réglementation des produits de santé et d'autres organismes de réglementation en Afrique où les femmes sont les plus exposées au risque de contracter le VIH.